# Cecilia Pavón
Cecilia Pavón (Mendoza, 1973) es una poeta, escritora y traductora argentina. Licenciada en Letras por la Universidad de Buenos Aires, en 1999 cofundó, junto con Fernanda Laguna, la editorial y galería Belleza y Felicidad, espacio que sirvió de plataforma para la difusión de nuevos artistas y escritores. Su obra es considerada una de las más influyentes de la literatura argentina de los años 90 y el siglo XXI. Ha sido traducida a los idiomas inglés y portugués, entre otros.

## Biografía
Cecila Pavón nació en la ciudad de Mendoza, Argentina, en 1973, y se licenció en Letras por la Universidad de Buenos Aires. En el año 1999, cofundó junto con Fernanda Laguna la editorial y galería Belleza y Felicidad. Es autora, entre otros, de los poemarios ¿Existe el amor a los animales? (2001), Pink Punk (2003), Caramelos de Anís (2004), 27 poemas con nombre de persona (2010), La crítica de arte (2016), Querido libro (2018) y Fantasmas buenos (2019), además de los libros de relatos Los sueños no tienen copyright (2010) y Pequeño recuento sobre mis faltas (2015).
En 2012, la editorial Mansalva reunió toda su poesía hasta ese momento en el volumen Un hotel con mi nombre. En 2018, esa misma editorial publicó su tercer libro de cuentos, Once Sur. En 2020, la editorial Eterna Cadencia publicó su cuarto libro de cuentos, Todos los cuadros que tiré. Pavón ha traducido a Tracey Emin, Lorrie Moore y Dorothea Lasky, entre otros. Su poesía ha sido traducida al inglés en las colecciones A Hotel with My Name (2015), Licorice Candies (2016) y Belleza y Felicidad. Selected Writings of Fernanda Laguna and Cecilia Pavón (2015) y al portugués en Discoteca Selvagem (2019). En 2023, la editorial Blatt & Ríos publicó su poesía completa hasta ese año en el volumen Diario de una persona inventada.

## Obra

### Cuentos
- 2010: Los sueños no tienen copyright
- 2015: Pequeño recuento sobre mis faltas
- 2018: Once Sur
- 2020: Todos los cuadros que tiré

### Poesía
- 2001: ¿Existe el amor a los animales?
- 2003: Pink Punk
- 2004: Caramelos de anís
- 2005: Discos Gato Gordo
- 2009: Poema robado a Claudio Iglesias (Vox)
- 2010: 27 poemas con nombre de persona
- 2012: Un hotel con mi nombre
- 2016: La crítica de arte
- 2018: Querido libro
- 2019: Fantasmas buenos
- 2023: Diario de una persona inventada